# زمین‌شناسی مهندسی
زمین‌شناسی مهندسی (به انگلیسی: Engineering Geology) کاربرد مفاهیم و داده‌های زمین‌شناسی در کارهای مهندسی به ویژه در مهندسی عمران، مهندسی معدن،  مهندسی نفت مهندسی ژئوماتیک (مهندسی نقشه‌برداری) می‌باشد. همانگونه که به وسیله مجمع مهندسین زمین‌شناس در ۱۹۶۹ تبیین گردیده‌است: «این علم کاربرد داده‌ها، فناوری و مبانی زمین‌شناسی در مطالعه رخنمون‌های طبیعی، مصالح سنگی و خاکی یا آب زیر زمینی با هدف اطمینان از شناخت دقیق، تفسیر، استفاده و ارائه فاکتورهای زمین‌شناسی که ساختگاه، برنامه‌ریزی، طراحی، ساخت، اجرا و نگهداری سازه‌های مهندسی را تحت تأثیر قرار می‌دهند، می‌باشد.»
در بسیاری از پروژه‌های مهندسی که به ساختار زمین در آن محل مربوط می‌شود مثلاً برای ساخت سازه‌های عظیم (سدها، پل‌های با دهانه زیاد، نیروگاه‌ها، سازه‌های صنعتی)، معادن، حفاری چاه‌های عمیق (نفت، گاز و ژئوترمال) نیاز به درک و در نظر گرفتن ساختارهای زمین‌شناسی با آگاهی از جنبه‌های مهندسی موضوع می‌باشد.
برای دستیابی به اهداف فوق، مهندس زمین‌شناس از علم زمین‌شناسی، هیدرولوژی، مکانیک خاک، مکانیک سنگ، ژئومکانیک و کاوش‌های زیر سطحی (شامل گمانه زنی و آزمایش‌های ژئوتکنیک و ژئوفیزیک) بهره می‌برد. در نهایت داده‌ها، نتایج کیفی و کمی و ارزیابی حاصل از این مطالعات برای استفاده به مهندسین ارائه می‌گردد.
دامنه فعالیت‌های زمین‌شناسی سه موضوع کلی را در بر می‌گیرد:
1. ژئوتکنیک
2. ژئومکانیک
3. ژئودینامیک

در موضوع ژئومکانیک مطالعه رفتار مکانیکی خاک‌ها و سنگ‌ها در مقابل نیروهای وارد به آن‌ها، مورد توجه قرار می‌گیرد. این موضوع خود شامل دو شاخه مکانیک خاک و مکانیک سنگ می‌شود.
مطالعه فعالیت‌های فعال زمین‌شناسی که تأثیر مستقیمی در شرایط محیطی دارند و نحوه برخورد با آن هاموضوع اصلی بحث ژئودینامیک می‌باشد. فعالیت‌های فعال زمین‌شناسی به‌طور کلی شامل زمین لرزه‌ها، آتشفشان‌ها، ناپایداری دامنه‌ها، فرسایش، هوازدگی و … می‌باشد.
در بحث ژئوتکنیک رفتار مکانیکی سنگ‌ها و خاک‌ها در محل اجرای طرح‌های مهندسی و نحوه بهسازی شرایط زمین در محل اجرای طرح‌ها مورد بررسی قرار می‌گیرد.
زمین‌شناسی مهندسی یا ژئوتکنیک علم رفتارشناسی سد، تونل، پی ساختمان، سازه‌های مهندسی و صنعتی می‌باشد؛ که ازآن جمله می‌توان به بررسی رخدادهای حرکتی وپیش‌بینی وقوع آن‌ها نیز اشاره نمود. در مجموع علم مهندسی بر منابع قرًضه، به کارگیری آن در سازه مورد نظر و رفتار سنجی و پیش‌بینی وقوع آن نیز مشتمل می‌شود.